# Högstenagaldern
Högstenagaldern, signum Vg 216 (Västergötlands runinskrifter 216)  är en medeltida runinskrift (1100-talet) på ett bronsbleck, funnet på Högstena kyrkogård i  Högstena socken i Gudhems härad i Västergötland, nu i Falköpings kommun. 
Blecket hittades i samband med gravgrävning norr om kyrkan 1920, och är 88 mm långt, 19–20,5 mm brett och 1,3–1,4 mm tjockt och förvaras i Statens historiska museum (inventarienummer 16449). Inskriften antas bestå av en besvärjelseformel för att förhindra någon från att gå igen. Den lyder i något friare översättning: 
Jag riktar min besvärjelse mot den dödes ande, mot gengångaren, antingen han kommer ridande eller rännande, visar sig sittande eller segnande, kommer farande eller flygande. I alla skepnader skall spöket förlora sin livskraft och dö. 
Ett radikal nytolkning av inskriftens syfte och nytolkning av några runor, och av flera ord och ordbetydelser framlades 2017. Enligt nytolkningen skildrar inskriften ett begravningsgille med dödande av djur eller brottslingar.

## Inskriften
Inskriften består av fyra rader, två rader på vad sida av det fullristade blecket.

Translitterering av runraden:
kal anda uiþr kankla uiþr riþa(n)da uiþ¶uiþr rinanda uiþr s--ianda uiþ¶r sikn--a uiþr f-r(a)(n)da uiþr(f)liuh¶(a)^n(d)a s-- a(l)(t) fu--na uk um du-a
Normalisering till äldre fornsvenska:
Gal anda viðr, gangla viðr, riðanda viðr, viðr rinnanda, viðr s[it]ianda, viðr sign[and]a, viðr f[a]randa, viðr fliuganda. S[kal] allt fy[r]na ok um døy[i]a.
Översättning till nusvenska:
Jag galdrar mot anden, mot den (ande) som är benägen att gå, mot den ridande, mot den rännande, mot den sittande, mot den segnande, mot den farande, mot den flygande. Allt skall förlora sin livskraft och dö.
Mellanslagen i ovanstående translitterering finns ej i originalet. Fornsvenskans tonande dentala frikativa i inljud skrivs þ eller ð.
I Sveriges runinskrifter (författare Elisabeth Svärdström) anges translittereringen uppställd med raderna som i inskriften:
Rad 1: kalandauiþrkanklauiþrriþaṇdauiþ

Rad 2: uiþr rinanda uiþr s--ianda uiþ

Rad 3: rsikn--auiþrf-rạṇdauiþrf̣liuh

Rad 4: ạ͡nḍas--aḷṭfu--naukumdu-a

## Inskriftens funktion
Hugo Jungner menade att fyndplatsen norr om kyrkan tyder på att den som skulle förhindras att gå igen vore en brottsling, eftersom blecket och antagligen den ursprungliga graven låg norr om kyrkan. Norr var i förkristen och äldre kristen folktro onda makters väderstreck.Sveriges runinskrifter refererar Hugo Jungners uppfattning utan invändning.

## Tidigare tolkningar
Erik Brate gjorde 1922 ett förfelat opublicerat tolkningsförsök, enligt vilket inskriften vore en uppräkning av sjukdomar och dessas läkemedel.
Hugo Jungner publicerade 1936 en i huvudsak riktig tolkning  av inskriften som en gengångarbesvärjelse. Han menade att inskriften vore metrisk (tio kortrader i fornyrdislag), medan Sveriges runinskrifter bara observerar att inskriften bygger på allitteration. Han menade också, att  det upprepade ordet viðr (mot) behövde flyttas i några fall, och att ristaren haft en avsikt med ordets placering, vilket tilläte en omflyttning.
|     |               | [Gal]                  | [Jag galdrar]                     |
| 1.  | u i þkalanda  | v i þ galanda          | mot den galdrande                 |
| 2.  | uiþrkankla    | viþr gangla            | mot den gångande                  |
| 3.  | uiþrriþanda   | viþr riþanda           | mot den ridande                   |
| 4.  | uiþrrinanda   | viþr rinanda           | mot den rännande                  |
| 5.  | uiþrsitianda  | viþr sætianda/sitianda | mot den försåt sättande           |
| 6.  | uiþrsiknanda  | viþr siglanda          | mot den seglande                  |
| 7.  | uiþrfaranda   | viþr faranda           | mot den farande                   |
| 8.  | uiþrfliuha͡nta | viþr fliuganda         | mot den flygande;                 |
| 9.  | ska͡laltfuþana | skal all fuþ ana       | uslingen skall allt ge sig av     |
| 10. | ukumduia.     | ok um døia.            | och till åtföljd (av galdern) dö. |

De mest svårtydda runorna finns i partiet som Hugo Jungner betecknar som kortrad 9. Han läser det nedsättande ord fott, fornsvenska fuþ, yttre kvinnliga könsdelar, som finns i nysvenska hundsfott. Han anknyter runföljden ana till de dialektala anna (skynda på) och ana (ge sig av). Sveriges runinskrifter säger att Hugo Jungners tolkning är formellt invändningsfri, men den auktoriserade översättningen utläser i stället det sydsvenska dialektala verbet forna, förna, fyrna (vissna) ur denna runföljd. Den auktoriserade översättningen har också ändrat Hugo Jungners tolkningar av kortraderna 1, 5 och 6 i hans metriska uppställning.

## Radikal nytolkning
Sofia Pereswetoff‑Morath framlade 2017 en nytolkning, som vänder tidigare tolkningar på ända. Kärnan i hennes tolkning är att prepositionen viþr (viðr) tolkas som ”med” inte ”mot”. Ordet hade båda betydelserna i fornsvenskan.
Sofia Pereswetoff‑Moraths translitterering är:
A1. kalanta uiþr kalkla uiþr riþa‐ta uiþ

2. uiþr rinanta uiþr salianta ui‐

B1. r sikn--a uiþr f-ranta uiþr f̣liuh

2. a͡nta s-̣-a͡lọlt fuþiʀ auk um tu-ạ

- kalkla tolkas som oblikt kasus av *galgli, en ”hängningsfähig” brottsling eller brottslingar eller möjligen en beteckning för en person som begått självmord genom att hänga sig.[4]

- riþa‐ta (fornsvenska rīðanda) tolkas icke som ”ridande” utan som ”svängande”.[4]

- rinanta (fornsvenska rinnanda) tolkas som ”rännande spjut i någon”.[4]

- salianta (fornsvenska sælianda) tolkas som ”givande, bjudande”, inte som ”säljande”, fast det givetvis är samma verb.[4]

- sikn--a (fornsvenska signanda) tolkas som ”besvärjande”, samma ord som nysvenska signa; jämför signeri.[4]

- s-̣-a͡lọlt fuþiʀ tolkan som *sālǫld fø̄ðiʀ (gravöl föder, bokstavlingen själöl föder).[4]

Enligt Sofia Pereswetoff‑Moraths radikala nytolkning är inte avsikten med texten att ha en fortlöpande funktion, som att hindra ett spöke eller hålla sjukdomar borta, utan skildrar en händelse: ett gästabud som inbegriper hängning av djur eller människor. Texten innesluter i samma gemenskap den eller de galdrande (besvärjande), den eller de som hängs och dinglar i galgen, den eller de som bjuder, ”distribuerar offermaterien bland deltagare”, den eller de som signar, och de farande och flygande själar som lämnar denna värld.
Sofia Pereswetoff‑Moraths normalisering till fornsvenska: Galanda viðr, galgla viðr, rīða[n]da viðr, viðr rinnanda, viðr sælianda, vi[ð]r sign[and]a, viðr f[a]randa, viðr fliūganda. Sālǫld fø̄ðiʀ ok um dau[ð]a.

Sofia Pereswetoff‑Moraths översättning till nusvenska: Med den galdrande [eller i pluralis, ’de galdrande’, vilken anmärkning gäller även de följande benämningarna], med den galgbenägne, med den svängande, med den ändande [dödande], med den bjudande, med den besvärjande, med den farande, med den flygande. Gravöl ger föda också med hjälp av de döda/efter döden.

### Funktion enligt nytolkningen
Sofia Pereswetoff‑Moraths klassificerar med viss försiktighet texten som ”episk‑rituell”. Hon menar att texten icke vore en avvärjande formel, utan närmar sig de episka formlerna med berättelser om ett visst händelseförlopp. Texten skulle likna rituella formler med instruktioner för en viss rit.

## Hednisk eller kristen inskrift?
Hugo Jungner utgår från att blecket kom i marken vid en kristen begravning, och antager att inskriften bevarar föreställningar som bevarats från hednisk tid hos kristna västgötar.
Elisabeth Svärdström  menade att inskriften, fyndlokalen och tiden till trots, totalt saknar ett kristet anslag, och att besvärjelsen både till form och innehåll har sina rötter i ett redan på 11talet längesen förflutet, som ett vittnesbörd om den tysta och sega kampen mellan hedendom och kristen tro till och med på gravplatsen innanför bogårdsmuren.
Sofia Pereswetoff‑Morath anger ett något tidigare tidsintervall för inskriftens tillkomst än andra forskare, 1050–1150. Hon menar att det är ovisst huruvida graven vore kristen, men att fyndplatsen tydde på detta. Å andra sida pekar hennes tidiga datering, och hypotesen att blecket ristades under eller efter ett begravningsgille eller gästabud till minne av de döda, som kanske inkluderade ett dödande av djur eller människor (i så fall förmodligen brottslingar) genom hängning, som antingen vore rituellt eller möjligen ett offer till någon gudom, mot att inskriften beskriver ett mer eller mindre hedniskt skeende.

## Konsensus
Om inskriften råder total enighet bland runologer bara om tre saker: att någon eller några ”galdrar” (antingen ristaren eller en eller flera omnämnda personer, att något eller några övernaturliga väsen kommer att fara och flyga, och att en eller flera ”döda” eller ”att dö” nämns i slutordet.